# Library of the Year

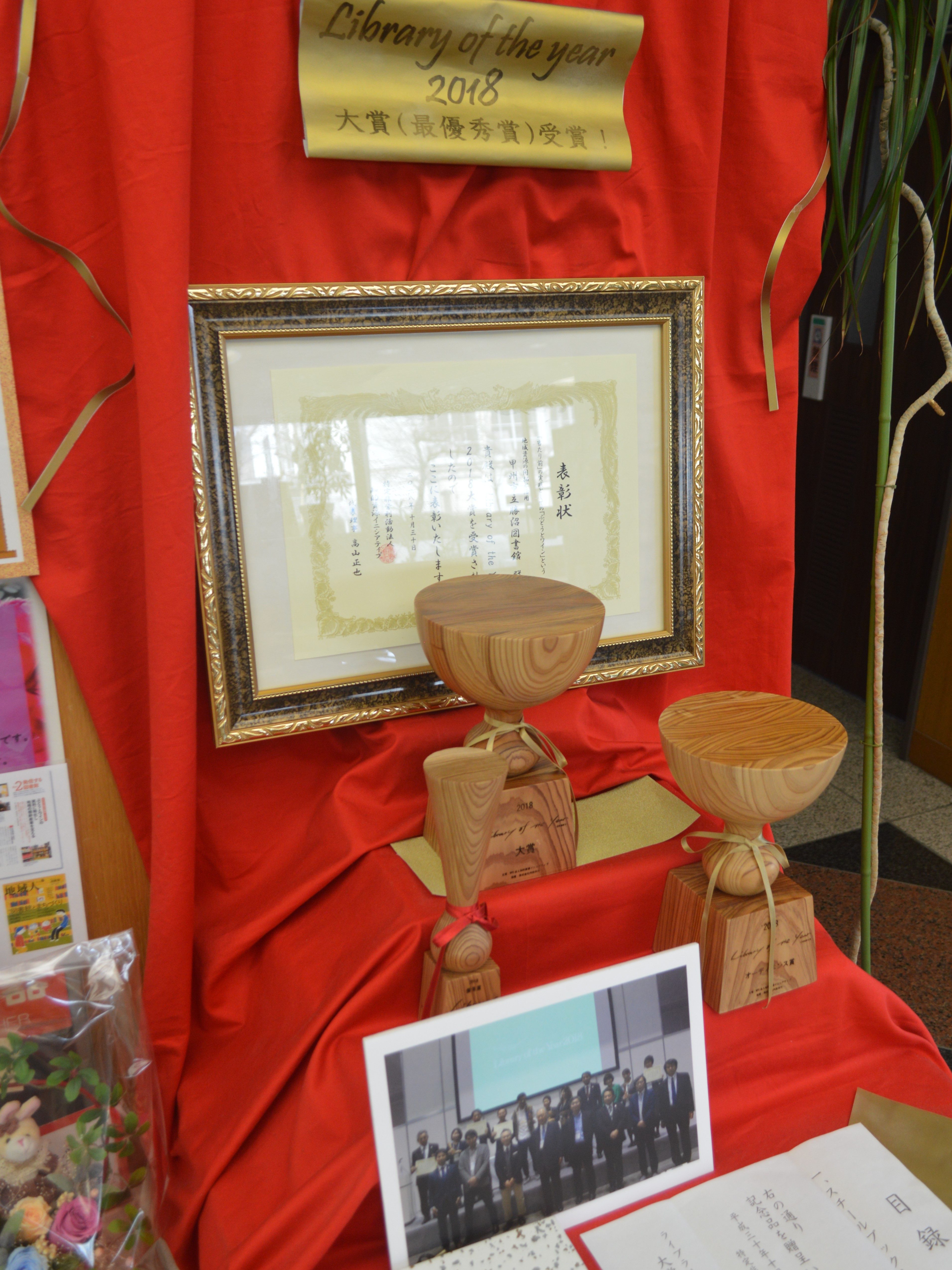
Library of the Yearの表彰状とトロフィー（甲州市立勝沼図書館）

Library of the Year（ライブラリー・オブ・ザ・イヤー、LoY）は、先進的な活動を行っている図書館に対して贈られる賞。日本ではNPO法人知的資源イニシアティブ（IRI）が、アメリカ合衆国ではライブラリー・ジャーナル誌が実施している。ドイツでは、ドイツ図書館協会が実施しているBibliothek des Jahresがある。

## 日本
日本ではNPO法人知的資源イニシアティブ（IRI）がLibrary of the Yearを授与している。これからの図書館のあり方を示唆するような先進的な活動を行っている機関（図書館に関する活動やWeb上のサービスを含む）を対象としており、毎年図書館総合展のフォーラムとして開催されている。

### 選考

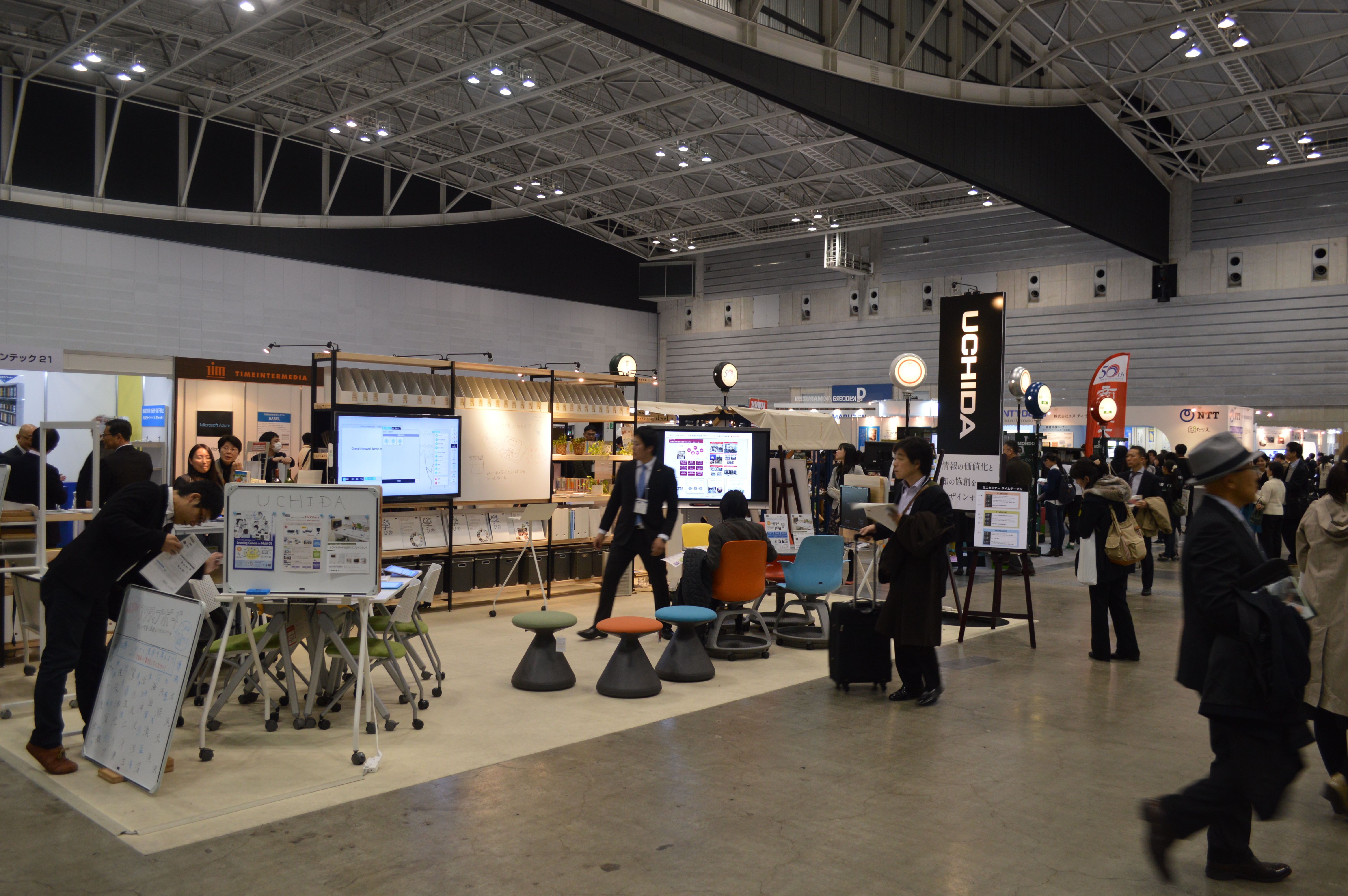
最終選考会が行われる図書館総合展

2017年（平成29年）時点の選考委員は約15人であり、現役の図書館員、図書館情報学研究者、編集者などからなる。毎年春頃には選考委員と一般から候補館や活動を募集し、6月頃に選考委員による第一次選考会を行う。8月頃には、第一次選考会を通過した候補館・活動について第二次選考会が行われ、4件程度を優秀賞に決定する。11月頃の図書館総合展では、第二次選考会を通過した候補館・活動について最終選考会が行われ、候補館・活動によるプレゼンテーション、審査員による質疑などを踏まえて大賞が決定される。第二次選考会と最終選考会は一般の方の聴講も可能であり、最終選考会で一般の方の得票が最も多かった候補館・活動にはオーディエンス賞が授与される。

### 歴史
2001年（平成13年）に図書館情報学者の高山正也や国立国会図書館のスタッフなどからなる任意団体知的サービス研究会が発足した。知的サービス研究会は年数回の頻度でフォーラムを開催していたが、2003年（平成15年）7月にはNPO法人知的資源イニシアティブを設立し、2006年（平成18年）にLibrary of the Yearを初開催した。

### 受賞機関
| 年                       | 賞 | 受賞者 | 備考 |
| ------------------------ | --- | --- | --- |
| 2006                     | 大賞 | 鳥取県立図書館（鳥取県鳥取市） | ビジネス支援サービスなど |
| 2006                     | 優秀賞 | 諫早市立たらみ図書館（長崎県諫早市） | |
| 2006                     | 優秀賞 | 六本木ライブラリー（東京都港区） | |
| 2006                     | 優秀賞 | 農林水産研究情報センター（茨城県つくば市） | |
| 2006                     | その他の候補機関 | 味の素食の文化センター、芦屋市立図書館、市川市立中央図書館、岡山県立図書館、横芝光町立図書館、つくばみらい市立図書館、OZONE情報バンク | 味の素食の文化センター、芦屋市立図書館、市川市立中央図書館、岡山県立図書館、横芝光町立図書館、つくばみらい市立図書館、OZONE情報バンク |
| 2007                     | 大賞 | 愛荘町立愛知川図書館（滋賀県愛荘町） | まちづくりへの積極的な参加など |
| 2007                     | 優秀賞 | 静岡市立御幸町図書館（静岡県静岡市）：会場賞受賞 | ビジネス支援サービスなど |
| 2007                     | 優秀賞 | 矢祭もったいない図書館（福島県矢祭町） | |
| 2007                     | 優秀賞 | 横芝光町立図書館（千葉県横芝光町） | |
| 2007                     | その他の候補機関 | 上田情報ライブラリー | 上田情報ライブラリー |
| 2008                     | 大賞 | 千代田区立千代田図書館（東京都千代田区）：会場賞も受賞 | 指定管理者制度を採用したサービス展開 |
| 2008                     | 優秀賞 | ジュンク堂書店池袋本店（東京都豊島区） | |
| 2008                     | 優秀賞 | 旅する絵本カーニバル | |
| 2008                     | 優秀賞 | 恵庭市立図書館（北海道恵庭市） | |
| 2008                     | その他の候補機関 | 長崎市立図書館 | 長崎市立図書館 |
| 2009                     | 大賞 | 大阪市立中央図書館（大阪府大阪市） | データベースの多数提供など |
| 2009                     | 優秀賞 | 渋沢栄一記念財団実業史研究情報センター（東京都北区） | 研究機能をもつことによる情報・知識の生産など |
| 2009                     | 優秀賞 | 奈良県立図書情報館（奈良県奈良市） | 奈良の伝統文化産業や関連NPOとの連携など |
| 2009                     | その他の候補機関 | エル・ライブラリー、岡山県立図書館、東京女子医科大学病院からだ情報館 | エル・ライブラリー、岡山県立図書館、東京女子医科大学病院からだ情報館 |
| 2010                     | 大賞 | カーリル | 5,000館を超える図書館蔵書の横断検索サービスとして話題となった |
| 2010                     | 優秀賞 | 京都国際マンガミュージアム（京都府京都市） | 豊富な漫画資料を所蔵して国内の類例機関の嚆矢となった |
| 2010                     | 優秀賞 | 神戸大学附属図書館デジタルアーカイブ事業（兵庫県神戸市） | 戦前の新聞記事や阪神・淡路大震災関係資料等のコンテンツの充実など |
| 2010                     | 特別賞 | 置戸町生涯学習情報センター（北海道置戸町） | |
| 2010                     | その他の候補機関 | 東近江市立図書館、ゆうき図書館 | 東近江市立図書館、ゆうき図書館 |
| 2011                     | 大賞 | 小布施町立図書館（長野県小布施町） | 小布施の文化や地域活性化の拠点としての活動 |
| 2011                     | 優秀賞 | 住み開き | 自宅や事務所などを個人図書館・博物館として開放する活動 |
| 2011                     | 優秀賞 | 東近江市立図書館（滋賀県東近江市） | 市民グループと協同し、図書館がリーダーシップを取る町づくり |
| 2011                     | 優秀賞 | 森ビルによるライブラリー事業（東京都港区・千代田区） | 有料の私立公共図書館として継続的な成功を収めた |
| 2011                     | その他の候補機関 | 文化学園大学図書館、福井県立図書館 | 文化学園大学図書館、福井県立図書館 |
| 2012                     | 大賞 | ビブリオバトル | 好きな本のプレゼンやディスカッションを行うイベント |
| 2012                     | 優秀賞 | CiNii | リニューアルにより「Articles」と「Books」の2本立てに |
| 2012                     | 優秀賞 | saveMLAK | 東日本大震災における博物館・美術館、図書館、文書館、公民館の被災・救援情報を収集・提供 |
| 2012                     | 優秀賞 | 三重県立図書館（三重県津市） | 県内の図書館活動を積極的に推進 |
| 2012                     | その他の候補機関 | 長崎市立図書館 | 長崎市立図書館 |
| 2013                     | 大賞 | 伊那市立図書館（長野県伊那市） | iPad/iPhoneアプリを活用した「街中探索ワークショップ」や地域通貨の活用 |
| 2013                     | 優秀賞 | 千代田区立日比谷図書文化館（東京都千代田区） | 従来の図書館機能に博物館・学習・交流の機能を統合 |
| 2013                     | 優秀賞 | 長崎市立図書館（長崎県長崎市） | 県・市・医療機関などと協力して「がん情報サービス」を展開 |
| 2013                     | 優秀賞 | まち塾@まちライブラリー | 学びあいの場を設け、そこで町を元気にするプランを作り、実行していく活動 |
| 2013                     | 特別賞 | 図書館戦争（小説およびそれを原作とする作品群） | |
| 2013                     | その他の候補機関 | リブライズ、エル・ライブラリー | リブライズ、エル・ライブラリー |
| 2014                     | 大賞 | 京都府立総合資料館（京都府京都市） | MLA連携、CCライセンスによる「東寺百合文書WEB」などデジタルアーカイブの構築 |
| 2014                     | 優秀賞 | 海士町中央図書館（島根県海士町） | 島民による図書館整備、分散型図書館サービス、クラウドファンディングの活用 |
| 2014                     | 優秀賞 | 鯖江市図書館「文化の館」（福井県鯖江市） | 市民による「さばえライブラリーカフェ」の実施。学校図書館支援、地場産業支援の取組など |
| 2014                     | 優秀賞 | NPO法人情報ステーション「民間図書館」（千葉県船橋市ほか） | 商店街の空店舗やマンションの一室などを活用した都市型民間図書館 |
| 2014                     | その他の候補機関 | オガールプロジェクト、武雄市図書館・歴史資料館、福島県立図書館「東日本大震災福島県復興ライブラリー」と同館職員の活動、リブライズ | オガールプロジェクト、武雄市図書館・歴史資料館、福島県立図書館「東日本大震災福島県復興ライブラリー」と同館職員の活動、リブライズ |
| 2015                     | 大賞 | 多治見市図書館（岐阜県多治見市） | 数千点規模の展覧会図録をはじめとする「陶磁器資料コレクション」 |
| 2015                     | 優秀賞 | くまもと森都心プラザ図書館（熊本県熊本市） | 様々な事業展開、来館者数が毎年100万人以上 |
| 2015                     | 優秀賞 | 塩尻市立図書館／えんぱーく（長野県塩尻市） | 一体的な組織運営による市民交流機能、小都市ながら累計来館者数が開館5年で300万人 |
| 2015                     | 優秀賞 | B&B（東京都世田谷区） | これからの「街の小さな本屋」の在り方を提示、地域コミュニティと連携した企画 |
| 2015                     | その他の候補機関 | 千葉大学附属図書館／アカデミック・リンク・センター、オープンデータに関する図書館の動向 | 千葉大学附属図書館／アカデミック・リンク・センター、オープンデータに関する図書館の動向 |
| 2016                     | | | |
| 優秀賞・大賞             | 伊丹市立図書館ことば蔵（兵庫県伊丹市） | 斬新な市民発イベントの図書館サービス展開 | |
| 優秀賞・オーディエンス賞 | 東京学芸大学学校図書館運営専門委員会（東京都小金井市） | データベースにより学校図書館の知を拓く | |
| 優秀賞                   | オガールプロジェクトと一体での紫波町図書館（岩手県紫波町） | 図書館を中核とした官民パートナーシップ(PPP)による地域の活性化 | |
| 優秀賞                   | エル・ライブラリー（大阪府大阪市） | コミュニティーに拓かれた専門図書館活動 | |
| ライブラリアンシップ賞   | 伊万里市民図書館と伊万里市民図書館友の会 図書館フレンズいまり（佐賀県伊万里市） | 図書館の市民自治 | |
| ライブラリアンシップ賞   | READ&LEAD 地域の活性化と住民の幸せに貢献する鳥取県立図書館と県内図書館ネットワーク（鳥取県鳥取市） | 地域に役に立つ図書館 | |
| その他の候補機関         | 津島市立図書館、北摂アーカイブス（豊中市立図書館、箕面市立図書館）、福智町立図書館・歴史資料館「ふくちのち」、大牟田市立図書館、指宿市立図書館、東成瀬村読書振興（小学校図書館）、神奈川県立田奈高等学校図書館ぴっかりカフェ、筑波大学「近未来図書館シリーズ」（筑波大学宇陀・松村研究室）、立正大学古書資料館、武庫川女子大学附属図書館、松竹大谷図書館、BIZCOLI | 津島市立図書館、北摂アーカイブス（豊中市立図書館、箕面市立図書館）、福智町立図書館・歴史資料館「ふくちのち」、大牟田市立図書館、指宿市立図書館、東成瀬村読書振興（小学校図書館）、神奈川県立田奈高等学校図書館ぴっかりカフェ、筑波大学「近未来図書館シリーズ」（筑波大学宇陀・松村研究室）、立正大学古書資料館、武庫川女子大学附属図書館、松竹大谷図書館、BIZCOLI                                                                                                 | |
| 2017                     | 優秀賞・大賞・ オーディエンス賞 | 瀬戸内市民図書館「もみわ広場」（岡山県瀬戸内市） | 市民と行政が育てる もちより・みつけ・わけあう広場としての図書館 |
| 2017                     | 優秀賞 | 大阪市立中央図書館（大阪府大阪市） | 20年間継続されてきた地域資料のデジタルアーカイブ事業と将来に向けた取り組み |
| 2017                     | 優秀賞 | ウィキペディアタウン（各地でウィキペディアタウンを企画実施したみなさんとこれをサポートしたウィキペディアンのみなさん） | 地域情報資源を活用した公共情報資産の共創活動 |
| 2017                     | ライブラリアンシップ賞 | 国立国会図書館レファレンス協同データベース事業とその参加館および協力者 | レファレンスの集積・可視化・公共財化 |
| 2017                     | ライブラリアンシップ賞 | 神奈川県資料室研究会（神奈川県横浜市） | 図書館と対になった50年以上に及ぶユーザーグループ活動とその多様な成果 |
| 2017                     | その他の候補機関 | 恩納村文化情報センター、瑞穂町図書館、千代田区立千代田図書館の「特徴あるコレクションの活用」事業、秋田県立図書館、日野町図書館、小山市立中央図書館、埼玉県高校図書館フェスティバル実行委員会、神奈川県立田奈高等学校図書館「ぴっかりカフェ」／神奈川県立大和東高等学校「BORDER CAFE」（NPO法人パノラマ）、大和学園キャリエールホテル旅行専門学校と京都栄養医療専門学校情報ライブラリー、松竹大谷図書館、NPO法人本と人とをつなぐ「そらまめの会」、バリューブックス | 恩納村文化情報センター、瑞穂町図書館、千代田区立千代田図書館の「特徴あるコレクションの活用」事業、秋田県立図書館、日野町図書館、小山市立中央図書館、埼玉県高校図書館フェスティバル実行委員会、神奈川県立田奈高等学校図書館「ぴっかりカフェ」／神奈川県立大和東高等学校「BORDER CAFE」（NPO法人パノラマ）、大和学園キャリエールホテル旅行専門学校と京都栄養医療専門学校情報ライブラリー、松竹大谷図書館、NPO法人本と人とをつなぐ「そらまめの会」、バリューブックス |
| 2018                     | 優秀賞・大賞・ オーディエンス賞 | 甲州市立勝沼図書館（山梨県甲州市） | 「当たり前」の実践としての「ぶどうとワイン」という地域資源の開拓と活用 |
| 2018                     | 優秀賞 | 3.11オモイデアーカイブ | 活用を重視した「記憶を育てるアーカイブ」がアーカイブ・図書館の本質を問う |
| 2018                     | 優秀賞 | バリューブックス（長野県上田市） | 本の価値とは何かを問い、知のエコシステムの再構築を目指す |
| 2018                     | 優秀賞 | 小山市立中央図書館（栃木県小山市） | 「食と農」の情報源となって「人と人」を繋ぎ、地域の未来を考えていく図書館 |
| 2018                     | ライブラリアンシップ賞 | 白山市立松任図書館・学校図書館支援センター（石川県白山市） | レファレンスの集積・可視化・公共財化 |
| 2018                     | その他の候補機関 | 恩納村文化情報センター、ビジネス支援図書館推進協議会、幕別町図書館、国立がん研究センター | 恩納村文化情報センター、ビジネス支援図書館推進協議会、幕別町図書館、国立がん研究センター |
| 2019                     | 優秀賞・大賞・ オーディエンス賞 | 札幌市図書・情報館（北海道札幌市） | 札幌市図書館政策のこれまでとこれから ～図書・情報館の誕生～ |
| 2019                     | 優秀賞 | 恩納村文化情報センター（沖縄県恩納村） | 村民サービスと観光サービスをバランスよく満たす村立図書館の新モデル |
| 2019                     | 優秀賞 | 県立長野図書館（長野県長野市） | 知の公共性をひたむきに志向した、共創の舞台となる情報拠点の構築 |
| 2019                     | 優秀賞 | 京都府立久美浜高等学校図書館（京都府京丹後市） | 高校生と実社会との繋がりを深める学校図書館改革 |
| 2019                     | ライブラリアンシップ賞 | 埼玉県高校図書館フェスティバル実行委員会 | 書店、作家、出版社を巻き込んだ、学校図書館と外部のコラボレーションイベントの継続的な開催 |
| 2019                     | ライブラリアンシップ賞 | ビジネス支援図書館推進協議会とその実践者 | 日本における公立図書館のビジネス支援サービス推進と実践 |
| 2019                     | その他の候補機関 | エル・ライブラリー、五所川原市立図書館、滝川市立図書館、BICライブラリ、生駒市図書館、西ノ島町コミュニティ図書館「いかあ屋」 | エル・ライブラリー、五所川原市立図書館、滝川市立図書館、BICライブラリ、生駒市図書館、西ノ島町コミュニティ図書館「いかあ屋」 |
| 2020                     | 優秀賞・大賞 | みんなで翻刻 | |
| 2020                     | 優秀賞・ オーディエンス賞 | 安城市中心市街地拠点施設アンフォーレ及び中核施設安城市図書情報館（愛知県安城市） | |
| 2020                     | 優秀賞 | 生駒市図書館（奈良県生駒市） | |
| 2020                     | 優秀賞 | 須賀川市民交流センターtette（福島県須賀川市） | |
| 2020                     | ライブラリアンシップ賞 | 北海道ブックシェアリング | |
| 2020                     | ライブラリアンシップ賞 | saveMLAK | |
| 2020                     | 特別賞 | 新潟市学校図書館支援センター（新潟県新潟市） | |
| 2020                     | その他の候補機関 | 愛媛県議会図書室、静岡県立こども病院図書室、西ノ島町コミュニティ図書館「いかあ屋」、八戸ブックセンター、都城市立図書館 | 愛媛県議会図書室、静岡県立こども病院図書室、西ノ島町コミュニティ図書館「いかあ屋」、八戸ブックセンター、都城市立図書館 |
| 2021                     | 優秀賞・大賞 | 指宿市立図書館および特定非営利活動法人本と人とをつなぐ「そらまめの会」（鹿児島県指宿市） | 市民が自然に支え、市民とともに明るく歩み学び続ける図書館 |
| 2021                     | 優秀賞・ オーディエンス賞 | あかし市民図書館（兵庫県明石市） | 官民協働での子育て支援拠点としての図書館政策 |
| 2021                     | 優秀賞 | 福井県立図書館・文書館・ふるさと文学館（福井県福井市） | 次の時代を見通した、3館協働による利用者目線の図書館活動 |
| 2021                     | 優秀賞 | 三重県立津高等学校図書館（三重県津市） | 時代に即応し、読書と学びの機会を保障する学校図書館運営 |
| 2021                     | ライブラリアンシップ賞 | 滝川市立図書館（北海道滝川市） | 図書館が町を支え、町が図書館を支える、理想的な互恵関係を実現 |
| 2021                     | ライブラリアンシップ賞 | マンガ『夜明けの図書館』および関係者 | 10年間にわたって図書館の世界を描き続けた作品と制作活動 |
| 2021                     | 特別賞 | 八戸ブックセンター（青森県八戸市） | 本を読み・書き・話すことで本好きを増やす本のある暮らしの拠点 |
| 2021                     | その他の候補機関 | 埼玉県立飯能高等学校図書館（すみっコ図書館）、津山市立図書館、みんなの森 ぎふメディアコスモス、大和市文化創造拠点シリウス | 埼玉県立飯能高等学校図書館（すみっコ図書館）、津山市立図書館、みんなの森 ぎふメディアコスモス、大和市文化創造拠点シリウス |
| 2022                     | 優秀賞・大賞 | みんなの森 ぎふメディアコスモス（岐阜県岐阜市） | 図書館と市民活動を軸に地域の可能性を追求する複合文化施設 |
| 2022                     | 優秀賞・ オーディエンス賞 | 津山市立図書館（岡山県津山市） | 公立、国立、私立をつなぐ三館連携「津山モデル」の持続 |
| 2022                     | 優秀賞 | 西ノ島町コミュニティ図書館「いかあ屋」（島根県隠岐郡西ノ島町） | 在住・出郷島民一体での日本初のコミュニティ図書館の整備と運営 |
| 2022                     | 優秀賞 | 大和市文化創造拠点シリウス（神奈川県大和市） | 官民一体での整備・運営が一気通貫した事業推進とその拡張性 |
| 2022                     | ライブラリアンシップ賞 | BICライブラリ（東京都港区） | 公共図書館と専門図書館をつなぐ活動の先頭に立ってきた10年 |
| 2022                     | ライブラリアンシップ賞 | 千葉大学アカデミック・リンク・センター／附属図書館（千葉県千葉市） | 先駆的な取り組みで新たな大学図書館の姿を具現化し継続 |
| 2022                     | その他の候補機関 | オーテピア、高知こどもの図書館、三康図書館、清教学園中・高等学校図書館リブラリア、田原市図書館、つくるを支える 届けるを贈る『がん情報ギフト』プロジェクト、富山市立図書館 | オーテピア、高知こどもの図書館、三康図書館、清教学園中・高等学校図書館リブラリア、田原市図書館、つくるを支える 届けるを贈る『がん情報ギフト』プロジェクト、富山市立図書館 |
| 2023                     | 優秀賞・大賞・ オーディエンス賞 | みんなの図書館さんかく（静岡県焼津市） | 誰もが主人公として社会に参画し、共にまちを育てていく活動拠点 |
| 2023                     | 優秀賞 | 高知こどもの図書館（高知県高知市） | 歴史ある民間公共が実現する「行けなくても訪ねられる図書館」 |
| 2023                     | 優秀賞 | 雑誌『ライブラリー・リソース・ガイド』（LRG）（神奈川県横浜市） | 革新的・多角的なテーマで図書館の未来を考える言論空間を提供 |
| 2023                     | 優秀賞 | 東京学芸大学附属図書館とExplayground推進機構MOL（東京都小金井市） | デジタル社会の教育を支える「知の循環」の再構築の追求 |
| 2023                     | ライブラリアンシップ賞 | 国立国会図書館デジタルコレクション（東京都千代田区） | 長年の資料デジタル化で誰もが調査・研究に親しめる環境を実現 |
| 2023                     | ライブラリアンシップ賞 | 東京・学校図書館スタンプラリー | 小さな一歩から大きな飛躍を遂げた学校図書館の10年間の軌跡 |
| 2023                     | 特別賞 | 都道府県立図書館サミット | 参加者で都道府県立図書館の過去・現在・未来を私たちごと化 |
| 2023                     | その他の候補機関 | 泉大津市立図書館シープラ、大阪府立中央図書館国際児童文学館、埼玉県立飯能高等学校図書館（すみっコ図書館）、三康図書館、東京都立図書館資料保存委員会、都城市立図書館 | 泉大津市立図書館シープラ、大阪府立中央図書館国際児童文学館、埼玉県立飯能高等学校図書館（すみっコ図書館）、三康図書館、東京都立図書館資料保存委員会、都城市立図書館 |
| 2024                     | 優秀賞・大賞・ オーディエンス賞 | 沖縄県立図書館 “Finding Okinawan Roots” Project（沖縄県那覇市） | 移民ルーツ調査から始まる国境と世代を超えたコミュニティの形成 |
| 2024                     | 優秀賞 | 泉大津市立図書館 シープラ（大阪府泉大津市） | 市民の当事者意識や図書館に対する信頼感の醸成につながる活動 |
| 2024                     | 優秀賞 | 国立がん研究センター「つくるを支える 届けるを贈る『がん情報ギフト』プロジェクト」（東京都中央区） | 公共図書館を窓口にした「確かながん情報」へのアクセス保障 |
| 2024                     | 優秀賞 | 真庭市立図書館（岡山県真庭市） | 「真庭市図書館みらい計画」に沿ったまちぐるみの図書館活動 |
| 2024                     | ライブラリアンシップ賞 | 千葉市図書館情報ネットワーク協議会（千葉県千葉市） | 30年にわたる館種を超えた図書館ネットワークの構築と発展 |
| 2024                     | ライブラリアンシップ賞 | みなサーチ（国立国会図書館障害者用資料検索）とデータ提供館並びにデータ制作者の方々 | 障害の当事者・支援者らの参画による障害者用資料検索の実現 |
| 2024                     | 協賛社特別賞 | 皇學館大学附属図書館ふみくら倶楽部 | 地域社会と大学図書館とをつなげる開かれた学生協働活動 |
| 2024                     | 実行委員会特別賞 | 埼玉県立飯能高等学校図書館（すみっコ図書館） | どんな生徒も必ず居場所が見つかる学校図書館の運営と公開 |
| 2024                     | その他の候補機関 | オーテピア高知図書館と高知県図書館振興計画の両輪での推進、函南町図書館等複合施設「かんなみ知恵の和館｣、とらいあ 新庄・最上地区の地域まるごと学び場プラン、瑞穂町図書館、都城市立図書館、LibraryNAVIとLibraryNAVI普及活動 | オーテピア高知図書館と高知県図書館振興計画の両輪での推進、函南町図書館等複合施設「かんなみ知恵の和館｣、とらいあ 新庄・最上地区の地域まるごと学び場プラン、瑞穂町図書館、都城市立図書館、LibraryNAVIとLibraryNAVI普及活動 |

## アメリカ合衆国
| 1992 | レッドウッドシティ公共図書館 （ アメリカ合衆国 カリフォルニア州）                                      |
| 1993 | オースティン公共図書館 (英語版) （ アメリカ合衆国 テキサス州）                                         |
| 1994 | ブラウン郡図書館 （ アメリカ合衆国 ウィスコンシン州）                                                  |
| 1995 | シャーロット・メクレンバーグ郡公共図書館 (英語版) （ アメリカ合衆国 ノースカロライナ州）               |
| 1996 | ブロワード郡図書館 (英語版) （ アメリカ合衆国 フロリダ州）                                             |
| 1997 | アナーバー地域図書館 (英語版) （ アメリカ合衆国 ミシガン州）                                           |
| 1998 | メダイナ郡地域図書館 （ アメリカ合衆国 オハイオ州）                                                    |
| 1999 | オレゴン州立大学付属バレー図書館 （ アメリカ合衆国 オレゴン州）                                        |
| 2000 | グイネット郡公共図書館 (英語版) （ アメリカ合衆国 ジョージア州）                                       |
| 2001 | リッチランド郡公共図書館 (英語版) （ アメリカ合衆国 サウスカロライナ州）                               |
| 2002 | カラマズー公共図書館 (英語版) （ アメリカ合衆国 ミシガン州）                                           |
| 2003 | ラスベガス・クラーク郡図書館地区 (英語版) （ アメリカ合衆国 ネバダ州）                                 |
| 2004 | サンノゼ公共図書館 (英語版) およびサンノゼ州立大学図書館 (英語版) （ アメリカ合衆国 カリフォルニア州） |

| 2005 | フェイエットビル公共図書館 (英語版) （ アメリカ合衆国 アーカンソー州） |
| 2006 | ソルトレイクシティ公共図書館 (英語版) （ アメリカ合衆国 ユタ州）       |
| 2007 | ワージントン図書館 （ アメリカ合衆国 オハイオ州）                      |
| 2008 | ララミー郡図書館機構 （ アメリカ合衆国 ワイオミング州）                |
| 2009 | クイーンズ図書館 (英語版) （ アメリカ合衆国 ニューヨーク州）           |
| 2010 | コロンバス都市圏図書館 (英語版) （ アメリカ合衆国 オハイオ州）         |
| 2011 | キング郡図書館機構 (英語版) （ アメリカ合衆国 ワシントン州）           |
| 2012 | サンディエゴ郡図書館 (英語版) （ アメリカ合衆国 カリフォルニア州）     |
| 2013 | ハワード郡図書館機構 (英語版) （ アメリカ合衆国 メリーランド州）       |
| 2014 | エドモントン公共図書館 (英語版) （ カナダ アルバータ州）               |
| 2015 | ファーガソン市公共図書館 (英語版) （ アメリカ合衆国 ミズーリ州）       |
| 2016 | トピカ・ショーニー郡図書館 (英語版) （ アメリカ合衆国 カンザス州）     |
| 2017 | ナッシュビル公共図書館 (英語版) （ アメリカ合衆国 テネシー州）         |